# Nicki Collen
Nicki Collen, z domu Taggart (ur. 13 maja 1975 w Plymouth) – amerykańska koszykarka występująca na pozycji rozgrywającej, następnie trenerka koszykarska, od 2021 trenerka drużyny uczelnianej Baylor Bears.

## Osiągnięcia
Na podstawie, o ile nie zaznaczono inaczej.

### Zawodnicze
NCAA
- Uczestniczka rozgrywek:
  - NCAA Final Four (1994)
  - Elite 8 turnieju NCAA (1994, 1995)
  - II rundy turnieju NCAA (1994, 1995, 1997)
- Mistrzyni sezonu zasadniczego konferencji Big 10 (1994, 1995)

### Trenerskie

#### Trenerka główna
Drużynowe
- Mistrzostwo sezonu zasadniczego konferencji Big 12 (2022)
- Rozgrywki turnieju NCAA (2022, 2023)

Indywidualne
- Trenerka roku:
  - WNBA (2018)[5]
  - miesiąca WNBA (lipiec, sierpień 2018)[6][7]

#### Asystentka
- Mistrzostwo:
  - turnieju konferencji Atlantic Sun NCAA (2015)
  - sezonu zasadniczego konferencji:
    - Mountain West NCAA (2002)
    - Atlantic Sun NCAA (2015)
- Rozgrywki:
  - II rundy turnieju NCAA (2012, 2015)
  - turnieju NCAA (2002, 2005, 2012, 2015)